# Laemophloeidae
Laemophloeidae là một họ bọ cánh cứng trong phân bộ Polyphaga."bọ cánh cứng có lớp vỏ phẳng", là một họ trong siêu họ Cucujoidea, đặc trưng bởi phần thân chủ yếu bị nén ở bụng, đầu và các đĩa đệm có gờ hoặc rãnh và cơ quan sinh dục đực đảo ngược. Phạm vi kích thước của con trưởng thành có chiều dài từ 1–5 mm (0,04–0,2 in). Hiện tại, nó chứa 40 chi và khoảng 450 loài, và được đại diện trên tất cả các lục địa ngoại trừ Nam Cực; sự phong phú về loài là lớn nhất ở vùng nhiệt đới.
Hầu hết laemophloeids, con trưởng thành và ấu trùng, được tìm thấy dưới vỏ cây chết, nơi chúng dường như chủ yếu là nấm bệnh,  mặc dù một số chi trưởng thành có cơ thể dưới hình trụ xuất hiện trong các phòng trưng bày vỏ của các con bọ cánh cứng, nơi chúng có thể kiếm ăn. Một vài chi, nhưng đặc biệt nhất làCryptolestes, chứa một số loài là loài gây hại cho các sản phẩm ngũ cốc được lưu trữ. Các loài quan trọng nhất trong số này là C. ferrugineus (Stephens), C. pushillus (Schönherr) và C. turcicus (Grouvelle).
Một số chi biểu hiện những thay đổi bất thường đối với râu của con đực, nó có hình giống như lưỡi câu hoặc hình lưỡi kiếm.

Những hình ảnh phía dưới hầu hết được chụp ở Bắc Mĩ.

## Hình ảnh

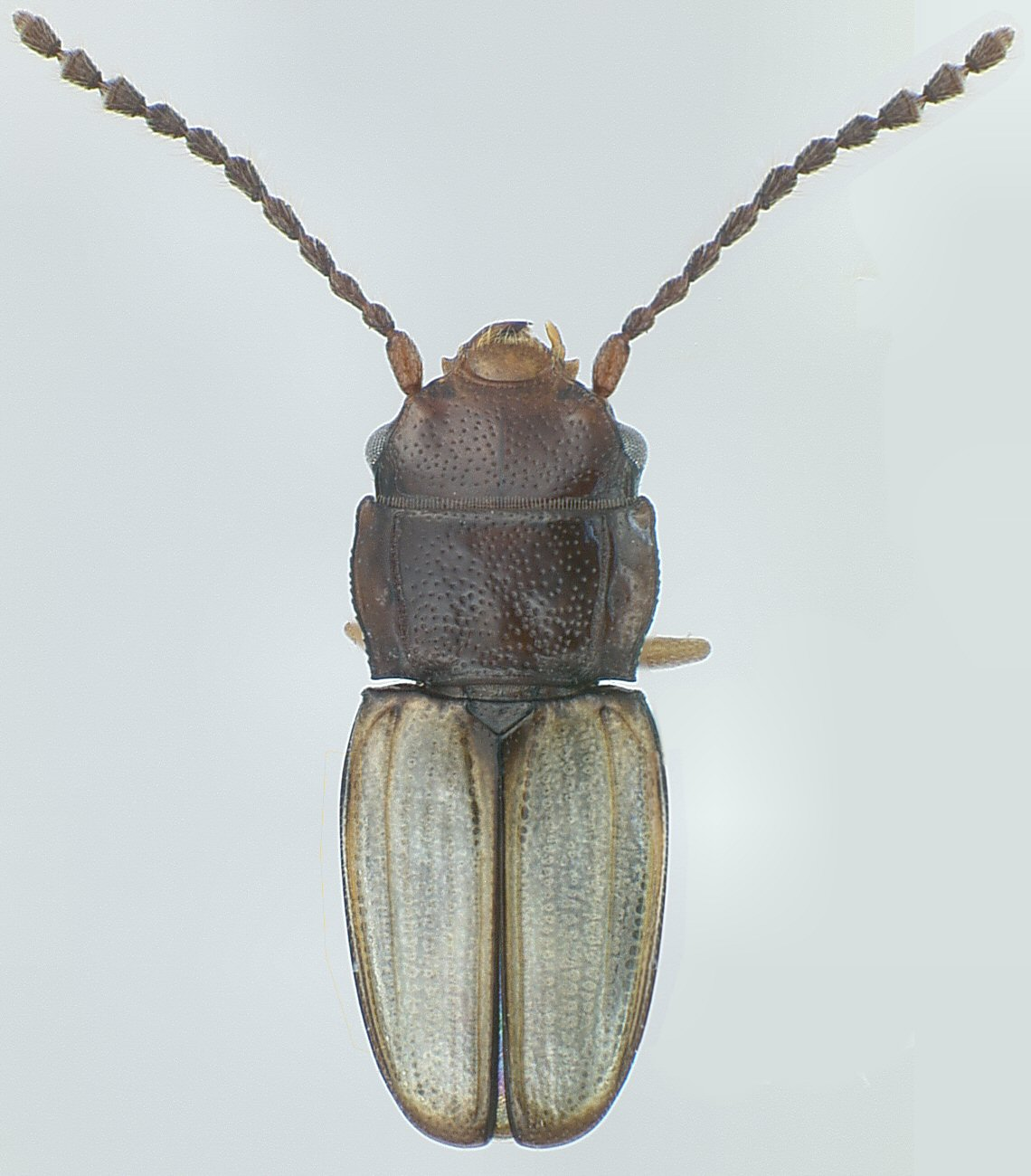
Phloeolaemus hoplites
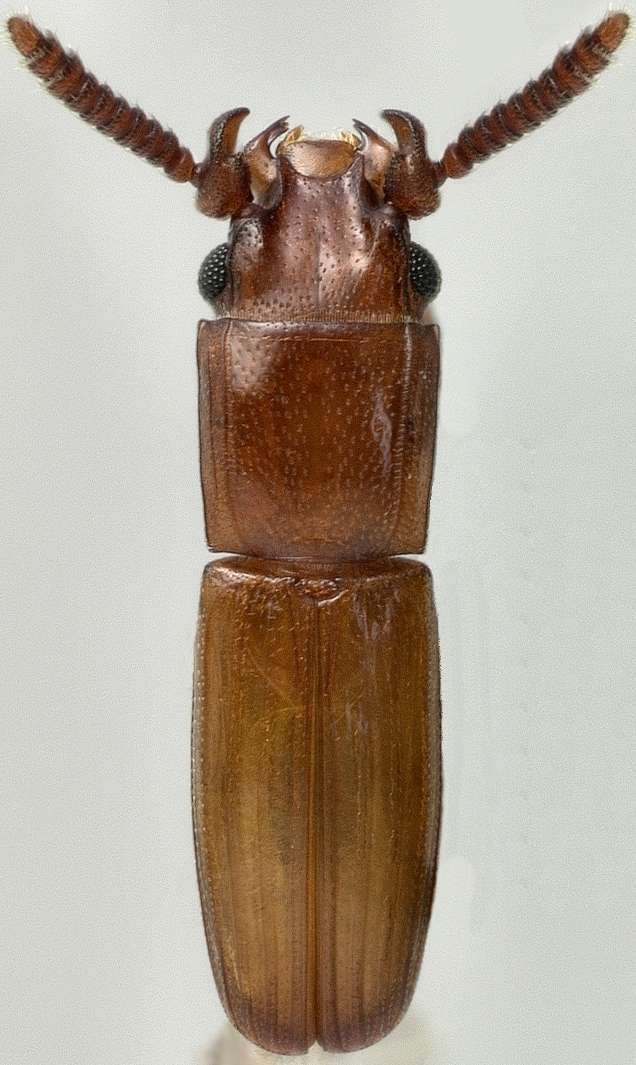
Dysmerus symphilus
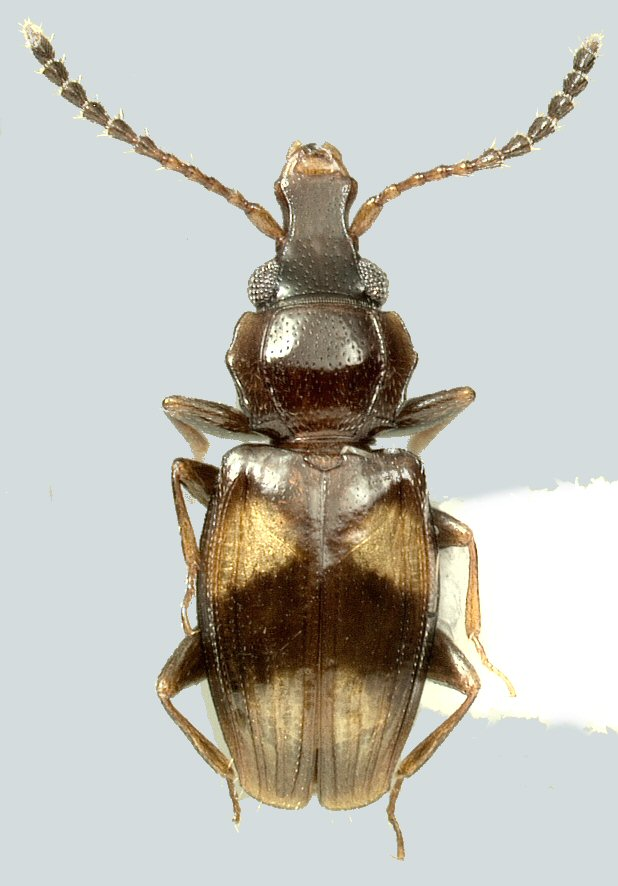
Metaxyphloeus germaini.